# Kameno (huyện)
Kameno là một huyện thuộc tỉnh Burgas, Bungaria. Dân số thời điểm năm 2001 là 12453 người.